# 孔昭倩
孔昭倩（？—？），字美輔，號芳村，又號秀卿，山東曲阜人，孔子七十一代孫，屬大宗戶，清朝政治人物，同進士出身。高旺平
光緒十八年（1892年）参加壬辰科殿試，登進士三甲第一百三十四名。同年五月，著交吏部掣签分发各省，以江蘇知县即用。後升任蘇州府知府